# Rosseignies

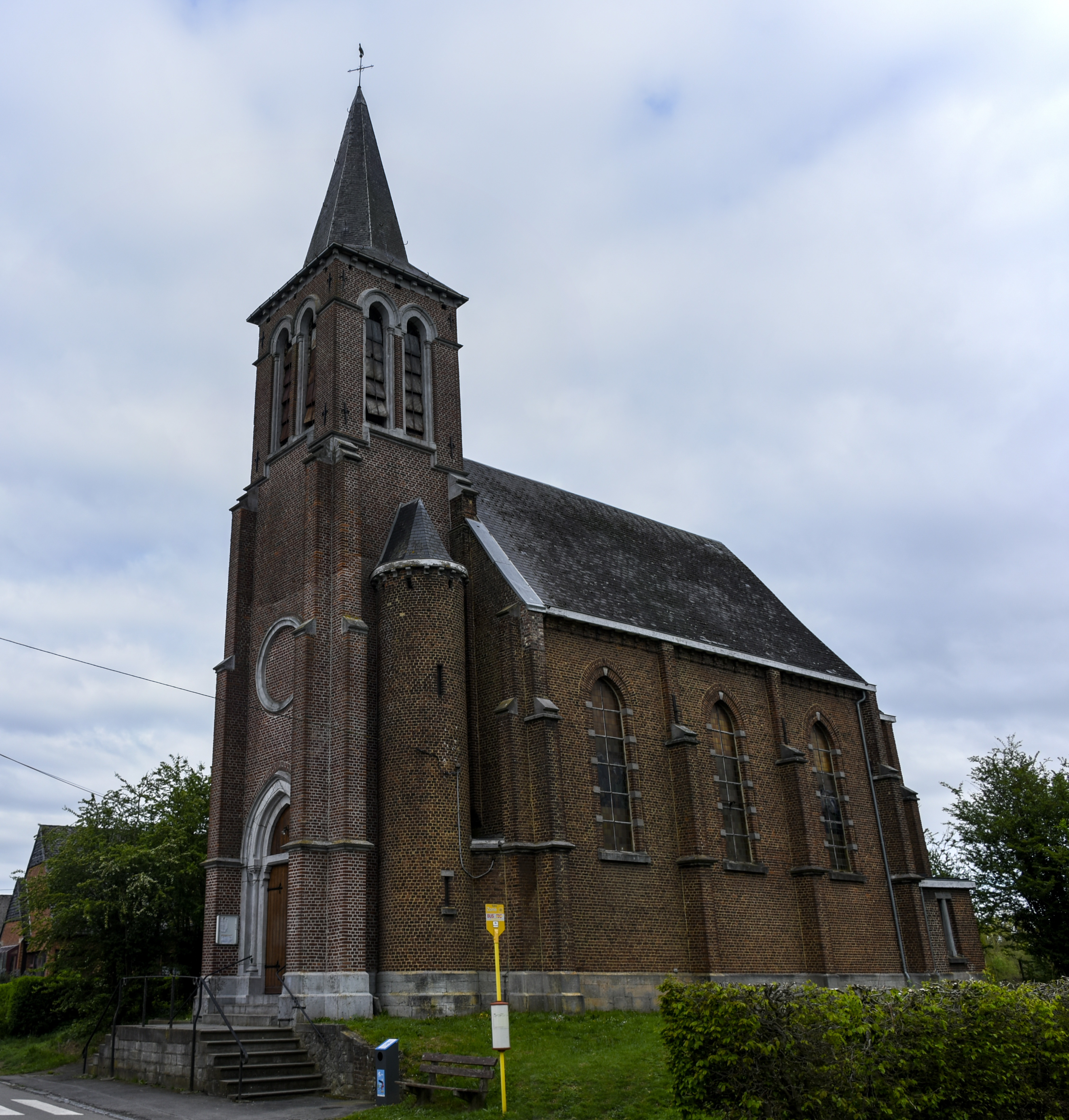
Heilige Maagdkerk

Rosseignies is een dorp dat behoort tot de deelgemeente Obaix van de Henegouwse gemeente Pont-à-Celles.

## Opmerking

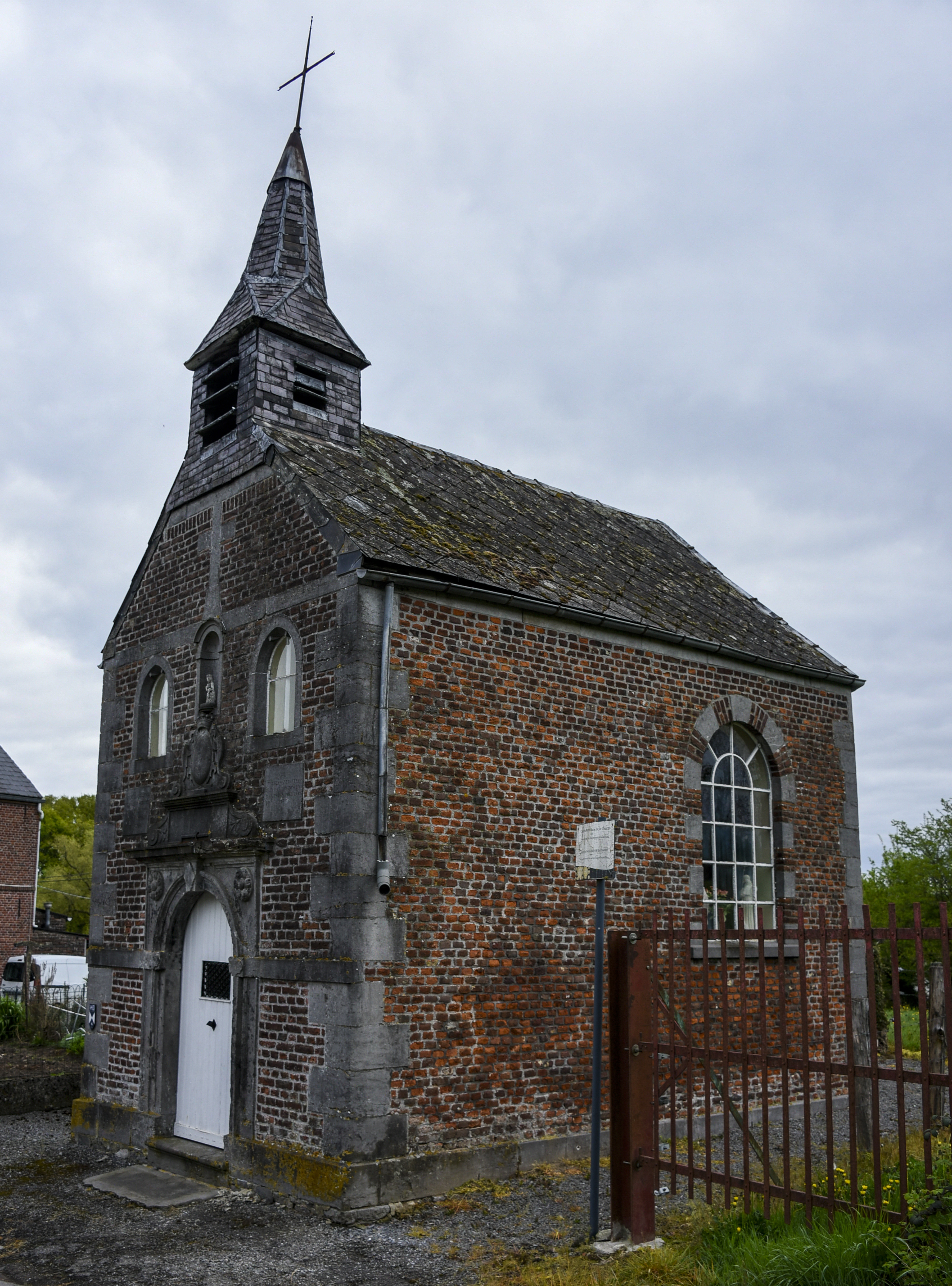
Onze-Lieve-Vrouw van de Liefdadigheidkapel

Niet te verwarren met Russeignies (Rozenaken) dat eveneens in Henegouwen ligt.

## Bezienswaardigheden
- De Heilige Maagdkerk (Église de la Sainte-Vierge) is een bakstenen neogotische kerk die in 1878 werd gebouwd.
- De Onze-Lieve-Vrouw van de Liefdadigheidkapel (Chapelle Notre-Dame de Charité) is een betreedbare kapel in barokstijl, gebouwd in 1606 en gerestaureerd in 1726.

## Natuur en landschap
De hoogte aan de kerk is 145 meter.

## Nabijgelegen kernen
Bois-des-Nauwes, Obaix, Godarville, Petit-Roeulx-lez-Nivelles